# Ingo Taleb Rashid
Ingo Taleb Rashid (* 2. Mai 1963) ist ein aus dem Irak stammender Sufi-Sheikh und Tanztheater-Regisseur.

## Leben
Rashid ist Leiter von El Haddawi, einer Schule für integrative Körperarbeit sowie Oberhaupt der Naqshbandi-Rashidiya Sufi-Tradition und Begründer von Movement Concept, einem Lehr- und Lernsystem, in welches langjährige Studien folgender Bereiche einfließen: Modern Dance, Traditionelle Bewegungs- und Meditationsformen aus dem Nahen Osten, Theaterwissenschaften, klassische japanische Kampfkunst, Butoh-Tanz, Nō-Theater, Feldenkrais-Methode, Capoeira, Klassisches Ballett, Stanislawski-Schauspiel-Methode, Stuntman-Training.
Seit seiner Jugend pflegt Rashid immer wieder längere Aufenthalte in Japan zum Studium von Kampfkunst und Kultur. Seit 1993 arbeitete er wiederholt mit Kazuo Ohno (einem der Begründer des japanischen Butoh, 1906–2010) und dessen Sohn Yoshito zusammen.
Er choreographierte unter anderem das Musical Peace Child, eine der ersten Theaterproduktionen in Israel, bei der jüdische und arabische Kinder zusammen wirkten. Die Produktion Danse Macabre wurde von den Totentanzbildern der Spreuerbrücke in Luzern inspiriert und dort und in Graz uraufgeführt.
Rashid führt regelmäßig Aufführungen, Seminare und Vorträge in Europa, Asien, Nord- und Südamerika durch. Er veranstaltet seit 2001 die internationale El Haddawi-Winterschool auf Frauenchiemsee, seit 2008 das Chiemgauer Tanztheater-Festival, sowie Seminarreisen.

## Tanztheaterproduktionen
- Warrior Soul: Eine Reise durch die Seele eines Kriegers … Erinnerungen über Ehre, Heldentum und Frieden; Aufführungen: Cadaques, Spanien; 1994, Athenaeum, Classical Music and Theatre Festival; Taschkent, Usbekistan; 1997, Ilkhom Theater; München, 1999, Haidhausenhalle; Bad Endorf, 2000, Gasteig Black Box; Wasserburg, 2005, Theater Bel Acqua; Mostar, Bosnien; 2006, MTM Theater Mostar, 22nd Alternative Theater Academy; St. Petersburg, Russia, 2007, Uchebny Theatr, 10th Open Look Festival; Kazan, Russland, 2011, Galiaskar Kamal Tatar State Academic Theatre, Rosenheim, 2012, Kultur- und Kongresszentrum[9]
- Dervish Soul, angelehnt an die "Konferenz der Vögel" und das"Buch der Leiden" von Fariduddin Attar; Aufführungen: Würzburg, 2015, Benediktushof Holzkirchen
- L’Amour Nomade: Reisefragmente, Begegnungen und Bilder aus einer nomadischen Welt; Aufführungen: Berlin, 1993, Pfefferberg, Festival Partage; Bad Endorf, 2001, Marias Kino; Wasserburg, 2004, Theater Bel Acqua, Maria Luggau, Österreich, 2014, Theatersaal des Servitenklosters
- Danse Macabre: Ein Mysterienspiel über Tod und Sterben; Aufführungen: Luzern, 2002, Historisches Museum Luzern; Graz, 2002, Generalmusikdirektion, Steirische Kulturinitiative; Wasserburg am Inn, 2007, Theater Belacqua; Český Krumlov/Wasserburg, 2016, Městské divadlo/Stadttheater[10][11]
- Circles: Ein getanztes Mandala, aufbauend auf den 99 Namen Gottes in der Sufi-Tradition; Aufführungen: Baltimore, USA, 2004, St.Pauls School; Bad Endorf, Germany, 2008, Marias Kino, 1. Chiemgauer Tanztheaterfestival; Würzburg, 2009/2010, Benediktushof Holzkirchen
- Badehausträume: Fantasien aus dem Dampf eines japanischen Badehauses- “ein geisterhafter Tanz des Vergessens”; Aufführungen: 1994 und 1996 München
- Peace Child: Ein Musical über möglichen Frieden zwischen Israelis and Palästinensern; Aufführung: Tel Aviv/Israel, 1990, Habima, israelisches Nationaltheater